# Günter Grabbert
Günter Grabbert (auch: Günther Grabbert; * 15. Januar 1931 in Schwerin; † 15. Dezember 2010 in Leipzig) war ein deutscher Schauspieler.

## Karriere
Günter Grabbert kam aus der Laienspielbewegung und seine ersten Rollen spielte er in Aufführungen einer Gruppe der Gesellschaft für Deutsch-Sowjetische Freundschaft am Schweriner Puschkin-Haus. Von 1950 bis 1953 absolvierte er am Deutschen Theater-Institut Weimar Schloß Belvedere ein Schauspielstudium. Ab 1956 gehörte er zum Ensemble des Leipziger Theaters.
Besonders im DDR-Kino war Grabbert, eigentlich Mitglied des Leipziger Schauspielhauses, ein viel beschäftigter Darsteller, so unter anderem 1962 in Beschreibung eines Sommers nach Karl-Heinz Jakobs.
Als Synchronsprecher lieh er unter anderem Lex Barker seine deutsche Stimme.
Auf der Theaterbühne spielte Günter Grabbert nahezu alle großen Rollen – sowohl Faust als auch Mephisto, Richard III., Karl Moor, König Lear, Peer Gynt, Galileo Galilei, Goya, Nathan und Falstaff.
Als Rezitator war er mit eigenen literarischen Programmen – nach der Wende in ganz Deutschland – unterwegs, u. a. mit Texten von Goethe, Schiller, Ringelnatz und Wilhelm Busch, zumeist begleitet von dem Gitarristen Frank Fröhlich. Auch auf Sprechplatten und Hörbüchern wurde seine Vortragskunst festgehalten. Eine seiner ersten Veröffentlichungen war diesbezüglich eine Schallplatte mit Josef Čapeks Geschichten vom Hündchen und vom Kätzchen.
Im Jahr 1986 erhielt er als Mitglied des Schauspielerkollektivs des Fernsehfilms Ernst Thälmann den Nationalpreis II. Klasse für Kunst und Literatur.
Auch nach der Wiedervereinigung war Grabbert weiterhin in Film und Fernsehen zu sehen. Er wohnte bis zuletzt im Leipziger Stadtteil Gohlis.

## Filmografie
- 1956: Der Teufelskreis
- 1959: Im Sonderauftrag
- 1960: Einer von uns
- 1961: Der Fremde
- 1961: Professor Mamlock
- 1962: Beschreibung eines Sommers
- 1964: Der geteilte Himmel
- 1966: Columbus 64 (Fernsehfilm)
- 1967: Das Mädchen auf dem Brett
- 1968–1970: Ich – Axel Cäsar Springer (Fernseh-Mehrteiler)
- 1969: Drei von der K (Fernsehserie, Hauptmann Reinhardt)
- 1970: Weil ich dich liebe …
- 1971: Hut ab, wenn du küsst! – Regie: Rolf Losansky
- 1972: Der Staatsanwalt hat das Wort: Alleingang (Fernsehreihe)
- 1973: Das unsichtbare Visier
- 1974: Johannes Kepler
- 1974: … verdammt, ich bin erwachsen
- 1975: Blumen für den Mann im Mond
- 1976: Die Lindstedts (Fernsehserie)
- 1978: Achillesferse
- 1979: Tull (Fernsehfilm)
- 1981: Die Stunde der Töchter
- 1983: Polizeiruf 110: Der Selbstbetrug (Fernsehreihe)
- 1985–1988: Zahn um Zahn (Fernsehserie)
- 1985: Polizeiruf 110: Traum des Vergessens (Fernsehreihe)
- 1986: Ernst Thälmann (Fernsehfilm)
- 1988: Rapunzel oder der Zauber der Tränen
- 1993: Zirri – Das Wolkenschaf
- 1995: Eine Frau wird gejagt
- 1998: Polizeiruf 110: Live in den Tod (Fernsehreihe)
- 2002: Das Geheimnis meiner Mutter (Fernsehfilm)
- 2003: Bella Block: Tödliche Nähe (Fernsehreihe)
- 2004: Sehnsucht nach Liebe
- 2008: In aller Freundschaft (Fernsehserie)

## Theater
- 1964: Henrik Ibsen: Peer Gynt (Peer Gynt) – Regie: Karl Kayser (Leipziger Schauspielhaus)
- 1976: Bertolt Brecht: Leben des Galilei (Galilei) – Regie: Joachim Tenschert (Leipziger Schauspielhaus)

## Hörspiele und Feature
- 1966: William Shakespeare: Der Sturm (Galiban) – Regie: Fritz Göhler (Hörspiel – Rundfunk der DDR)
- 1969: Rolf Schneider: Krankenbesuch – Regie: Theodor Popp (Hörspiel – Rundfunk der DDR)
- 1970: Ralph Knebel: Und nicht vergessen warum (Jakob Berger) – Regie: Fritz Göhler (Hörspiel – Rundfunk der DDR)
- 1970: Gerhard Bengsch: Krupp und Krause – Regie: Walter Niklaus (Hörspiel (3 Teile) – Rundfunk der DDR)
- 1976: Helmut Richter: Alfons Köhler (Alfons Köhler) – Regie: Walter Niklaus (Hörspiel – Rundfunk der DDR)
- 1987: Gerhart Hauptmann: Vor Sonnenuntergang – Regie: Walter Niklaus (Schauspiel – Rundfunk der DDR)
- 1999: Ed Stuhler: Der Wunsch, geliebt zu werden, löst die Verwandlung aus – Die Lebenswelten der Gisela May – Regie: Rainer Schwarz (Radio-Feature – MDR)
- 1999: Isaak Babel: Die Reiterarmee (Rabbi Motale) – Regie: Joachim Staritz (Hörspiel (3 Teile) – MDR/DLR)
- 2002: Samuel Shem: House of God – Regie: Norbert Schaeffer (Hörspiel – MDR)
- 2004: Rolf Schneider: Die Affäre d'Aubray (Richter) – Regie: Walter Niklaus (Hörspiel – MDR/RBB)
- 2006: Alexander Schnitzler: Die Zwölf vom Dachboden – Regie: Bernhard Jugel (Kinderhörspiel – MDR)

## Diskographie
- Geschichten vom Hündchen und vom Kätzchen. Für Kinder geschrieben von Josef Capek
- Der Soldat und das Feuerzeug. Musical für Kinder von Heinz-Martin Benecke und Thomas Bürkholz
- Günter Grabbert spricht Wilhelm Busch (1)
- Günter Grabbert spricht Wilhelm Busch (2)
- Dick Francis: Zügellos. Hörspielbearbeitung nach dem Roman Zügellos: Alexander Schnitzler. Regie: Klaus Zippel, Produktion: MDR und SWR, 2002, Musik: Pierre Oser, 1 CD, Länge: ca. 71 Min. Der Audio Verlag, Berlin 2003, ISBN 3-89813-26-6-8.

## Belege
1. ↑  Schauspieler Günter Grabbert gestorben – Lex Barkers deutsche Stimme ist verstummt (Memento vom 19. Dezember 2010 im Internet Archive)
2. ↑  aUTOGRAMMKARTE
3. ↑  Neues Deutschland vom 10. Mai 1985, S. 6

| Personendaten    | Personendaten          |
| ---------------- | ---------------------- |
| NAME             | Grabbert, Günter       |
| ALTERNATIVNAMEN  | Grabbert, Günther      |
| KURZBESCHREIBUNG | deutscher Schauspieler |
| GEBURTSDATUM     | 15. Januar 1931        |
| GEBURTSORT       | Schwerin               |
| STERBEDATUM      | 15. Dezember 2010      |
| STERBEORT        | Leipzig                |